# Gongylosoma
Elapoidis — рід змій родини полозових (Colubridae). Представники цього роду мешкають в Південно-Східній Азії.

## Види
Рід Gongylosoma нараховує 5 видів:
- Gongylosoma baliodeira (Boie, 1827)
- Gongylosoma longicauda (Peters, 1871)
- Gongylosoma mukutense Grismer, Das, & Leong, 2003
- Gongylosoma nicobariensis (Stoliczka, 1870)
- Gongylosoma scriptum (Theobald, 1868)